# Arne Post
Arne Post, né le 20 septembre 1983 en Norvège, est un triathlète norvégien, champion d'Europe en 2009 et champion du monde en 2007 et en 2008 de triathlon d'hiver.

## Biographie

### Palmarès
Le tableau présente les résultats les plus significatifs (podium) obtenus sur le circuit international de triathlon d'hiver depuis 2006.
| Année | Compétition                                                | Pays          | Position           | Temps           |
| ----- | ---------------------------------------------------------- | ------------- | ------------------ | --------------- |
| 2011  | Championnats du monde de triathlon d'hiver                 | Finlande      | Médaille d'argent  | 1 h 10 min 37 s |
| 2010  | Championnats d'Europe de triathlon d'hiver                 | Norvège       | Médaille d'argent  | 1 h 9 min 31 s  |
| 2009  | Championnats du monde de triathlon d'hiver                 | Autriche      | Médaille d'argent  | 1 h 18 min 28 s |
| 2009  | Championnats d'Europe de triathlon d'hiver                 | Slovénie      | Médaille d'or      | 1 h 15 min 33 s |
| 2008  | Championnats du monde de triathlon d'hiver                 | Allemagne     | Médaille d'or      | 1 h 37 min 30 s |
| 2008  | Coupe du monde triathlon d'hiver - l'étape de Flassin      | Italie        | Médaille d'or      | 1 h 16 min 41 s |
| 2007  | Championnats du monde de triathlon d'hiver                 | Italie        | Médaille d'or      | 1 h 38 min 5 s  |
| 2007  | Championnats d'Europe de triathlon d'hiver                 | Liechtenstein | Médaille d'argent  | 1 h 17 min 47 s |
| 2007  | Coupe du monde triathlon d'hiver - l'étape de Gaishorn     | Autriche      | Médaille d'or      | 1 h 12 min 2 s  |
| 2007  | Coupe du monde triathlon d'hiver - l'étape de Valberg      | France        | Médaille d'or      | 1 h 33 min 23 s |
| 2007  | Coupe du monde triathlon d'hiver - l'étape de Sjusjoen     | Norvège       | Médaille d'or      | 1 h 6 min 20 s  |
| 2006  | Championnats du monde de triathlon d'hiver                 | Allemagne     | Médaille de bronze | 1 h 35 min 4 s  |
| 2006  | Championnats d'Europe de triathlon d'hiver                 | Italie        | Médaille d'argent  | 1 h 25 min 56 s |
| 2006  | Coupe du monde triathlon d'hiver - l'étape de Freudenstadt | Allemagne     | Médaille d'or      | 1 h 31 min 37 s |